# Aeroportul Moomba
Aeroportul Moomba (IATA: MOO, ICAO: YOOM) este un aeroport din Australia de Sud, Australia.
Situat la o altitudine de 43 m, aeroportul dispune de o singură pistă. Este operat de Santos⁠(d).